# Escrime aux Jeux olympiques de 1920
Navigation
Stockholm 1912 Paris 1924

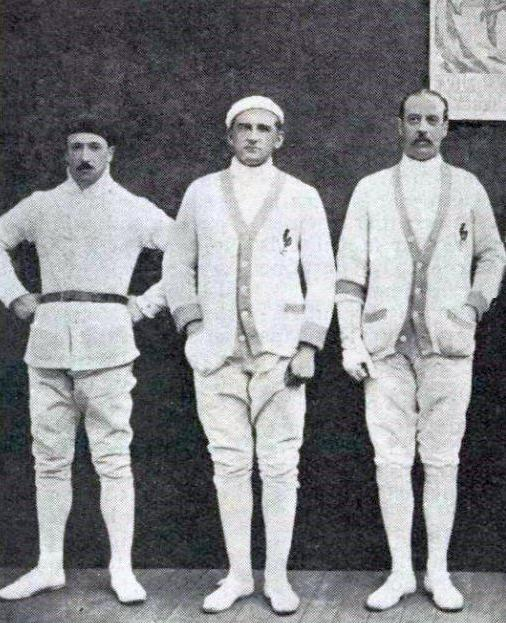
Les Français (G. à D. Lippmann, Buchard et Massard) médaillés de bronze à l'épée en 1920.

Les épreuves d’escrime aux Jeux olympiques d'été de 1920 se sont déroulées à Anvers en Belgique. 6 épreuves étaient au programme olympique cette année-là, toutes masculines.

## Tableau des médailles
| Rang | Nation     | Or | Argent | Bronze | Total |
| ---- | ---------- | -- | ------ | ------ | ----- |
| 1    | Italie     | 5  | 1      | 0      | 6     |
| 2    | France     | 1  | 4      | 3      | 8     |
| 3    | Belgique   | 0  | 1      | 0      | 1     |
| 4    | Pays-Bas   | 0  | 0      | 2      | 2     |
| 5    | États-Unis | 0  | 0      | 1      | 1     |

## Résultats
| Épreuve                                 | Or | Argent | Bronze |
| --------------------------------------- | --- | --- | --- |
| Épée individuel résultats détaillés     | Armand Massard | Alexandre Lippmann | Gustave Buchard |
| Épée par équipes résultats détaillés    | Italie Aldo Nadi Nedo Nadi Abelardo Olivier Giovanni Canova Dino Urbani Tullio Bozza Andrea Marrazzi Antonio Allochio Tommaso Costantino Paolo Thaon di Revel | Belgique Paul Anspach Joseph De Craecker Félix Goblet d’Alviella Fernand de Montigny Ernets Gevers Léon Tom Victor Boin Maurice de Wee Philippe le Hardy de Beaulieu | France Armand Massard Gustave Buchard Georges Casanova Georges Trombert Gaston Amson Alexandre Lippmann Louis Moreau                      |
| Fleuret individuel résultats détaillés  | Nedo Nadi | Philippe Cattiau | Roger Ducret |
| Fleuret par équipes résultats détaillés | Italie Aldo Nadi Nedo Nadi Abelardo Olivier Pietro Speciale Rodolfo Terlizzi Oreste Puliti Tommaso Costantino Baldo Baldi                                     | France Roger Ducret Philippe Cattiau André Labatut Lucien Gaudin Georges Trombert Gaston Amson Lionel Bony de Castellane Marcel Perrot                               | États-Unis Francis Honeycutt Arthur Lyon Robert Sears Henry Breckinridge Harold Rayner                                                    |
| Sabre individuel résultats détaillés    | Nedo Nadi | Aldo Nadi | Adrianus de Jong |
| Sabre par équipes résultats détaillés   | Italie Aldo Nadi Nedo Nadi Francesco Gargano Italo Santelli Dino Urbani Frederico Secondo Cesarano Oreste Puliti Baldo Baldi                                  | France Jean Margraff Marc Perrodon Henri de Saint Germain Georges Trombert Lucien Gaudin                                                                             | Pays-Bas Adrianus de Jong Jetze Doorman Willem van Blijenburgh Jan van der Wiel Louis Delaunoij Salomon Zeldenrust Henri Wijnoldy-Daniëls |